# Paisaje con las tentaciones de San Antonio
Paisaje con las tentaciones de San Antonio es un cuadro realizado por el pintor francés del Barroco Claudio de Lorena. Mide 159 cm de alto y 239 cm de ancho, y está pintado al óleo sobre lienzo. Fue pintado en 1637 o 1638 para el palacio del Buen Retiro por encargo de Felipe IV de España. Actualmente se encuentra en el Museo del Prado, en Madrid.

## Historia

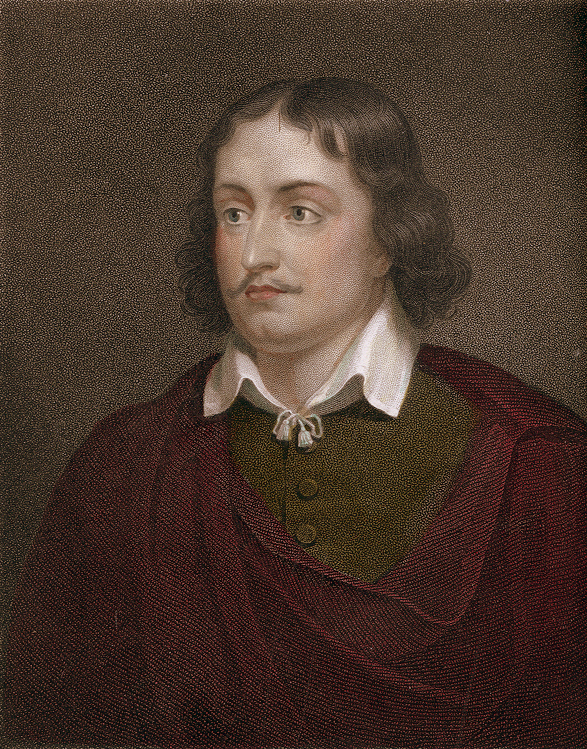
Claudio de Lorena

Claudio de Lorena fue un pintor francés establecido en Italia. Perteneciente al período del arte Barroco, se enmarca en la corriente denominada clasicismo, dentro del cual destacó en la pintura de paisaje. En su obra reflejó un nuevo concepto en la elaboración del paisaje basándose en referentes clásicos —el denominado «paisaje ideal»—, que evidencia una concepción ideal de la naturaleza y del propio mundo interior del artista. Esta forma de tratar el paisaje le otorga un carácter más elaborado e intelectual y se convierte en el principal objeto de la creación del artista, la plasmación de su concepción del mundo, el intérprete de su poesía, que es evocadora de un espacio ideal, perfecto.
En 1635 Lorena recibió un encargo de Felipe IV para el palacio del Buen Retiro en Madrid, para decorar la Galería de Paisajes, junto a obras de artistas coetáneos como Nicolas Poussin, Herman van Swanevelt, Jan Both, Gaspard Dughet y Jean Lemaire. Claudio realizó ocho cuadros monumentales, en dos grupos: cuatro de formato longitudinal (1635-38: Paisaje con las tentaciones de San Antonio, Paisaje con San Onofre, Paisaje con Santa María de Cervelló y un cuarto desconocido) y cuatro de formato vertical (1639-41: Paisaje con Tobías y el Arcángel Rafael, Paisaje con el embarque en Ostia de Santa Paula Romana, Paisaje con Moisés salvado de las aguas del Nilo y Paisaje con el entierro de Santa Serapia). La primera serie estaba dedicada a anacoretas, debido a la presencia de numerosas ermitas en la zona del Buen Retiro, y la segunda al Antiguo Testamento e Historias de los Santos, iconografía elegida por el conde-duque de Olivares.
El intermediario entre el rey y el artista fue probablemente Giovanni Battista Crescenzi, un aristócrata romano establecido en Madrid en 1617 y que en 1630 fue nombrado «superintendente de edificios y jardines», cargo desde el que fue uno de los responsables de la construcción del palacio del Buen Retiro (1631-1637), por lo que fue nombrado marqués de la Torre. Crescenzi conocía a Claudio de cuando este pintó unos frescos para el palacio de su familia en Roma, hacia 1627, en colaboración con Pomarancio.
Este cuadro formaba pareja (pendant) con Paisaje con Santa María de Cervelló. De la colección real pasó al Museo del Prado de Madrid hacia 1828, donde se expone actualmente (nº de catálogo P02258).
Figura en el Liber Veritatis —un cuaderno de dibujos donde Claudio dejaba constancia de todas sus obras para evitar las falsificaciones— con el número 32, donde consta la inscripción per il Re di Spagna, así como Claudio fecit in V.R.

## Descripción

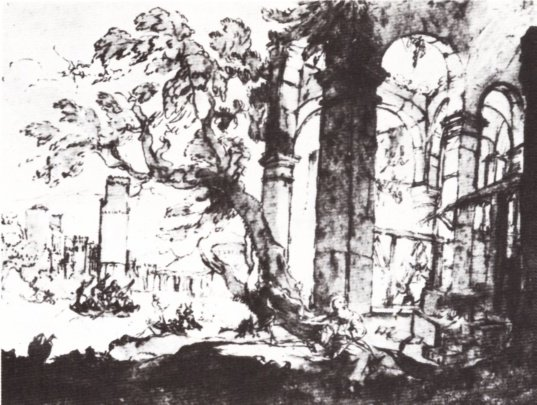
Dibujo 32 del Liber Veritatis de Claudio, correspondiente a este cuadro

Las obras para el palacio del Buen Retiro suponen el inicio de una etapa de madurez en la producción del artista. En pocos años Claudio se convirtió en uno de los más famosos paisajistas de Europa, honrado por soberanos como Urbano VIII y Felipe IV: las obras pintadas para el monarca español son las más monumentales realizadas por el artista hasta el momento y su concepción solemne y majestuosa marca el punto álgido en la producción del artista.
Se trata de una escena religiosa que representa la tentación de san Antonio Abad por el Demonio, según los relatos de san Atanasio y de san Jerónimo popularizados en La leyenda dorada del dominico genovés Santiago de la Vorágine en el siglo XIII. La tentación de san Antonio se volvió un tema frecuente en la iconografía católica, representado por numerosos pintores de relevancia como El Bosco, Matthias Grünewald, Piero della Francesca, Martin Schongauer, Paul Cézanne, Max Ernst y Salvador Dalí.
El santo anacoreta aparece en primer término en la parte inferior central del cuadro, situado entre ruinas de aspecto clásico. Está rodeado de unos diablillos que le atosigan, ante lo que implora la ayuda de Dios. Este parece oír sus plegarias, ya que de unas nubes en la esquina superior derecha sale un rayo de luz que ilumina el rostro del santo. Dicho rayo parte la composición del cuadro de forma diagonal y lo divide en dos zonas de distinta luminosidad: un primer plano más oscuro, correspondiente a la arquitectura en ruinas, y un fondo más luminoso, donde se extiende el paisaje. En este segundo plano los diablos encienden hogueras, cuya luz rojiza ilumina la zona central tras la figura de san Antonio. En la parte central izquierda se abre un río surcado por alguna barca, a cuyo fondo se percibe un puente y algunas edificaciones de aspecto igualmente ruinoso. El fondo está iluminado por la luz de la luna, de color gris azulado. Cabe destacar que Lorena no hizo numerosos nocturnos, un motivo probablemente tomado de uno de sus maestros, Agostino Tassi.
En esta obra el artista se apartó de su producción habitual tanto por el tamaño como por el tema —Claudio prefería la mitología clásica—, sin duda por exigencias del encargo real. Según Marcel Röthlisberger, experto en el artista lorenés, la figura del santo es de distinta factura, obra probablemente de un ayudante desconocido de Claudio.